# Vallember
Der Vallember ([ˌvalˈlɛmbər]ⓘ) ist ein 13 Kilometer langer linker Nebenfluss des Inns im Schweizer Kanton Graubünden. Er durchfliesst das Tal Val Susauna, ein Seitental des Oberengadins, und entwässert dabei ein Gebiet von rund 57 Quadratkilometern.

## Verlauf
Der Vallember entspringt einem Gletscher unterhalb des Scalettahorns und vereinigt sich schon früh mit mehreren Quellbächen. Er durchfliesst nun das Tal in südlicher Richtung und nimmt wenig später den Ova Funtauna aus dem Val Funtauna und den Ova Vallorgia aus dem Vallorgia auf. Er fliesst nun in südöstliche Richtung, vorbei an Susauna und La Resgia und mündet schliesslich auf 1600 m ü. M. in den Inn.